# Penthetria heteroptera
Penthetria heteroptera is een muggensoort uit de familie van de zwarte vliegen (Bibionidae). De wetenschappelijke naam van de soort werd in 1823 gepubliceerd door Thomas Say.